# Jarmila Taussigová-Potůčková
Jarmila Taussigová-Potůčková, též Jarmila Potůčková či Jarmila Taussigová, rozená Janovská (11. června 1914 Olomouc – 29. dubna 2011), byla česká a československá politička Komunistické strany Československa a poúnorová poslankyně Národního shromáždění ČSR. V 50. letech odsouzena v rámci politických procesů a vězněna, právně rehabilitována až po pádu Antonína Novotného v lednu 1968.

## Biografie
Narodila se roku 1914 v Olomouci. V roce 1928 se rodina přestěhovala do Brna. Zde vystudovala Českou techniku a byla promována stavební inženýrkou.
V roce 1931 navštívila přednášku architekta Jiřího Krohy o Sovětském svazu. Kroha ho vylíčil ve velmi pozitivním světle, a Janovská si Sovětský svaz začala idealizovat a považovat ho za zemi svobody.  Následujícího roku se stala členkou Komunistické strany Československa (KSČ).
Provdala se za Františka Taussiga, redaktora komunistických novin Rovnost. Po rozbití Československa se oba zapojili do komunistického protifašistického odboje. Za tuto činnost byl Taussig 20. února 1941 zatčen a po nelidském mučení, kterému dokázal vzdorovat a nikoho z jemu známých odbojářů neprozradil, byl 29. září téhož roku v pražských Ruzyňských kasárnách popraven. Taussigová v odbojové činnosti pokračovala. Gestapo 12. června 1941 zatklo i ji. Zbytek války strávila jako vězeňkyně v koncentračním táboře Ravensbrück.
Po volbách roku 1948 byla zvolena do Národního shromáždění za KSČ ve volebním kraji Zlín. Mandát nabyla až dodatečně v červenci 1951 jako náhradnice poté, co rezignoval poslanec Ivan Holý. V parlamentu zasedala jen do listopadu 1951, kdy byla po svém zatčení donucena na poslanecký mandát rezignovat a místo ní nastoupil Jan Krátký.
Zastávala i stranické funkce.  V roce 1947 byla členkou sekretariátu ÚV KSČ. V období od listopadu 1948 do listopadu 1951 byla rovněž členkou Komise stranické kontroly. VIII. sjezd KSČ ji v březnu 1946 zvolil za členku Ústředního výboru Komunistické strany Československa. Ve funkci ji potvrdil IX. sjezd KSČ. Její kariéra skončila náhle v roce 1951. Zatčena byla 24. listopadu 1951. 6. prosince 1951 byla vyloučena z KSČ. Oficiální zdůvodnění znělo: „V souvislosti s odhalením Rudolfa Slánského jako vedoucího činitele spiknutí ve straně bylo zjištěno, že Jarmila Taussigová zneužila své funkce k protistranické činnosti a sloužila Rudolfu Slánskému v jeho zločinecké činnosti.“ Jako jedna z mála tehdejších komunistických funkcionářů odolala krutým vyšetřovacím metodám a k žádnému ze zločinů včetně velezrady, kvůli nimž byla zadržena a vyšetřována, se nepřiznala. Přesto byla v nezákonném procesu odsouzena za velezradu na 25 let odnětí svobody, propadnutí majetku a ke ztrátě občanských práv na 10 let. Šlo o proces s "s vnitrostranickou odnoží Slánského spikleneckého centra", navazující na proces s Rudolfem Slánským, který byl též označován jako proces s krajskými tajemníky. Konal se 26. až 28. ledna 1954 před Nejvyšším soudem v Praze. Nejznámější odsouzenou v tomto nezákonném procesu byla Marie Švermová. Jarmila Taussigová-Potůčková napsala před svým odsouzením dvě a po něm dalších osm písemných svědectví adresovaných vedoucím komunistickým hodnostářům o nezákonných metodách vyšetřování, ale bez jakékoliv odezvy. V roce 1960 byla amnestována, nicméně i po jejím propuštění  ji nejvyšší straničtí funkcionáři v čele s prezidentem a prvním tajemníkem ÚV KSČ Antonínem Novotným opakovaně veřejně obviňovali z podílu na přípravě politických procesů 50. let.  Úplné právní rehabilitace se proto dočkala až po pádu Antonína Novotného v lednu 1968. Po svých zkušenostech z komunistických věznic o svou stranickou rehabilitaci - na rozdíl od většiny podobně postižených komunistických funkcionářů - nikdy nepožádala.
Do svých literárních děl vydávaných nejprve v samizdatu a po listopadu 1989 i knižně promítala své zkušenosti z nacistického a komunistického věznění. Věnovala se i historii rodiny Taussigů z Hlinska v Čechách, z níž pocházel i její první manžel František Taussig.
Knižně vydala i sbírku pohádek pro děti, kterou psala v 50. letech ve vězení pro syna Martina (Král Bumbác a Návětřáčtí).